# DeKalb County (Georgia)
DeKalb County is een county in de Amerikaanse staat Georgia.
De county heeft een landoppervlakte van 695 km² en telt 665.865 inwoners (volkstelling 2000). De hoofdplaats is Decatur.
In de county ligt de berg Stone Mountain.

## Bevolkingsontwikkeling

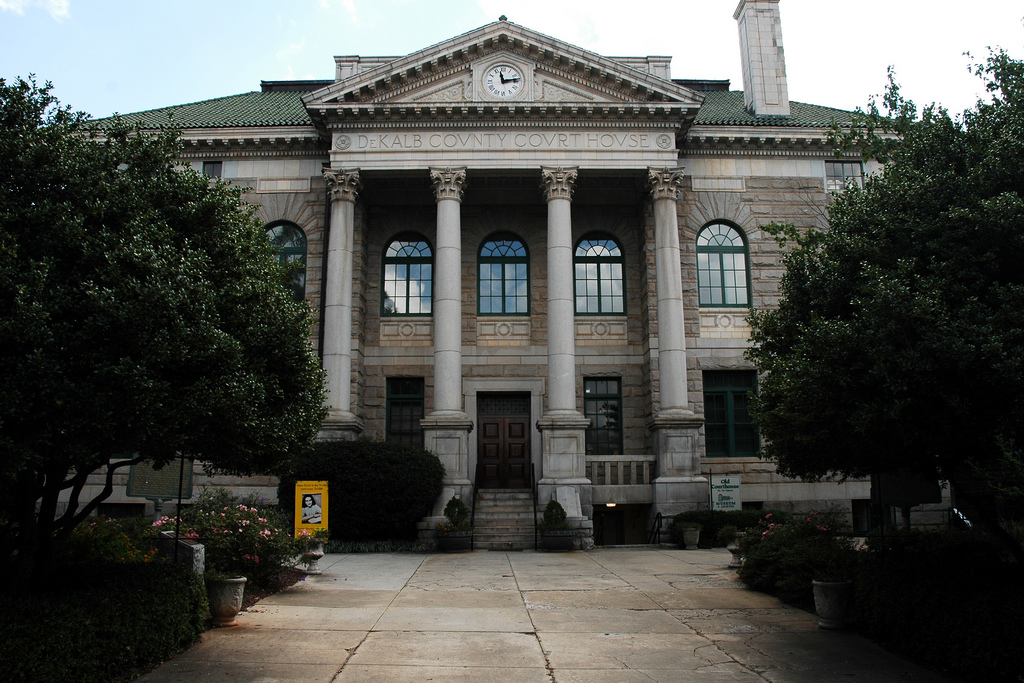
DeKalb County Courthouse